# Movimiento por una Georgia Unida
El Movimiento por una Georgia Unida (en georgiano: მოძრაობა ერთიანი საქართველოსთვის) fue un partido político de Georgia fundado el 27 de septiembre de 2007 por Irakli Okruashvili, exministro de Defensa.

## Historia
Okruashvili fue arrestado por oponerse a la supuesta tendencia autoritaria del presidente Míjeil Saakashvili el 28 de septiembre de 2007, lo que dio lugar a manifestaciones antigubernamentales. El partido fue inaugurado oficialmente el 15 de diciembre de 2007 y parlamentario Gia Tortladze fue elegido presidente, mientras que Irakli Okruashvili fue elegido "presidente honorario", que se encontraba detenido en Alemania. El 3 de marzo de 2008, Okruashvili destituyó a Toteladze y Zagareishvili (secretario general) de sus cargos.
El Movimiento por una Georgia Unida formó parte del Consejo Nacional Unido desde 2007 a 2008, respaldando a Levan Gachechiladze para las elecciones presidenciales del 5 de enero de 2008.
En abril y mayo de 2009, el partido fue uno de los organizadores de las protestas que exigían la dimisión de Míjeil Saakashvili. En 2011, se canceló el registro del partido y se unió al Partido Georgiano.

## Ideología
El objetivo del partido era fortalecer el pluralismo democrático en Georgia: restringiendo el poder del ejecutivo, implementando una reforma judicial y cambiando el sistema electoral. Otros objetivos del partido eran reducir el desempleo, atraer inversores y hacer una planificación a largo plazo para el sector agrícola.

## Resultados electorales

### Elecciones parlamentarias
| Elección | Votos   | %     | Representantes | +/–         | Posición | Coalición              | Candidato          |
| -------- | ------- | ----- | -------------- | ----------- | -------- | ---------------------- | ------------------ |
| 2008     | 314.668 | 17,73 | 0/150          | Sin cambios | 2.º      | Consejo Nacional Unido | Irakli Okruashvili |